# Handball-Bayernliga 1972/73
Die Saison 1972/73 der Handball-Bayernliga war die fünfzehnte Spielzeit der höchsten bayerischen Handballliga, die unter dem Dach des „Bayerischen Handballverbandes“ (BHV) organisiert wurde und als dritthöchste Spielklasse im deutschen Ligensystem eingestuft war.

## Saisonverlauf
Meister wurde der TSV München-Ost, der sich aber bei den Aufstiegsspielen nicht durchsetzen konnte. Die Vizemeisterschaft ging an den Post SV Regensburg. Absteiger war der ASV Rothenburg.

### Teilnehmer
An der Bayernliga 1972/73 nahmen 8 Mannschaften teil. Neu in der Liga waren der ASV Rothenburg, Aufsteiger aus der untergeordneten Landesverbandsliga Bayern. Nicht mehr dabei war der Absteiger 1. FC Nürnberg (Handball) aus der Vorsaison.

### Modus
Es wurde eine Hin- und Rückrunde gespielt. Platz eins war der Bayerische Meister mit Teilnahmerecht an den Aufstiegsspielen zur Regionalliga Süd 1973/74. Platz acht musste als Absteiger den Weg in die untergeordnete Landesverbandsliga antreten.

### Abschlusstabelle
|    | Mannschaft             | Spiele | Punkte |
| -- | ---------------------- | ------ | ------ |
| 1. | TSV München-Ost        | 14     | 22:6   |
| 2. | Post SV Regensburg (M) | 14     | 20:8   |
| 3. | TB 1888 Erlangen       | 13     | 18:8   |
| 4. | TG 1848 Würzburg       | 13     | 16:10  |
| 5. | Regensburger TS        | 14     | 16:12  |
| 6. | TV 1848 Erlangen       | 14     | 8:20   |
| 7. | SV 1880 München        | 14     | 6:22   |
| 8. | ASV Rothenburg (N)     | 14     | 4:24   |

Bereich des „Bayer. Handballverbandes“ (BHV)

TB 1888 Erlangen – TG 1848 Würzburg wurde nicht gewertet

(M) = Meister (Titelverteidiger) (N) = Neu in der Liga (Aufsteiger) 
 Meister mit Teilnahmeberechtigung für die Aufstiegsspiele zur Handball-Regionalliga Süd 1973/74
 „Für die Bayernliga 1973/74 qualifiziert“
 „Absteiger“

### Aufstiegsspiele zur Regionalliga
- TSV München-Ost – TB 1879 Pforzheim 18:14, 24:29
- TSV Zuffenhausen – TuS Schutterwald 13:9, 11:12
- TSV Zuffenhausen – TB 1879 Pforzheim 13:14, 9:18

TB Pforzheim war der Aufsteiger.

## Handball-Bayernliga (Frauen) 1972/73
- Bayerischer Meister DJK Würzburg
- Regionalliga-Aufsteiger DJK Würzburg